# 린지 펠튼
린지 펠튼(Lindsay Felton, 1984년 12월 4일 ~ )은 미국의 배우, 텔레비전 배우, 영화배우이다.
시애틀에서 태어났다.

## 영화
- 그라인드 (2003년)
- 어드벤처 오브 랙타임 (1998년) - 에이미 역
- 닌자 키드 4 - 헐크 호간과 쓰리 닌자 (1998년)